# القط الحافلة

القط الحافلة مع ساتسوكي بالداخل

القط الحافلة (ネコバス Nekobasu) و (يشار إليه في الفيلم باسم ね こ の バ ス، نيكو نو باسو) هو شخصية من استوديو جيبلي في فيلم جاري توتورو، من إخراج هاياو ميازاكي. وهو مخلوق كبير، يصور على شكل قطة مبتسمة، ذات اثني عشرقدماً وجسم أجوف يعمل كحافلة، كاملة بالنوافذ والمقاعد المغطاة بالفرو، وذيل كبير كثيف. أدت شعبية الشخصية إلى استخدامها في فيلم مستقل، ولعب للأطفال، وسيارة فنية، وظهورها في متحف جيبلي، من بين المنتجات والتأثيرات الأخرى.

## وصف الشخصية
تمتد نافذة لتصبح بابًا عندما يرغب شخص في الصعود إليه للسفر. مع أرجله المتعددة التي تشبه أرجل اليرقة،  إنه يجري، ويطير، ويهبط، ويقفز عبر الغابات والبحيرات ليصل إلى وجهته، ليجعل كل حقول الأرز تتمايل في حركته. تلمع عيناه بضوء أصفر ساطع كالمصابيح الأمامية لتوجهه. الفئران مع عيون متوهجة معلقة بجوارعلامة وجهته على ظهره ومن الخلف كأنها أضواء خلفية. يبدو أن القط الحافلة قادر على نقل ركابه إلى أي وجهة يريدونها، حتى إذا كان الراكب (أو الحافلة نفسها) يفتقر إلى المعرفة بكيفية الوصول إلى هناك؛ كما هو الحال عندما احتاجت ساتسوكي للعثور على أختها مي.
مع ابتسامته الطويلة الممدودة وقدرته على الظهور والاختفاء عند رغبته، تذكر القط الحافلة بقطة شيشاير من أليس في بلاد العجائب. غالبًا ما يستخدم لنقل توتوروس، في الفيلم، يستثني لمساعدة أو-توتورو، توتورو الرئيسي، والذي هو الأكبر أيضًا. يتصل أو-توتورو بـ القط الحافلة يطلب منه مساعدة ساتسوكي في العثور على أختها المفقودة مي. كلما تستقله ساتسوكي، تتغير علامة وجهته إلى «مي». بعد لم شمل الأخوات، يتطوع القط الحافلة إلى جمع شمل مي وساتسوكي في الريف لرؤية أمهما في المستشفى. بعد عودة ساتسوكي ومي إلى المنزل، تركهما القط الحافلة أخيرًا، وتلاشى جسده في ظلال المساء.

## في الثقافة الشعبية
- ظهر القط الحافلة أيضًا في الفيلم القصير 13 دقيقة مي وكيتينبس، والذي يظهر فقط في متحف جيبلي. في فيلم مي، الأخت الصغرى، تلتقي بنسل القط الحافلة الأصلي، الذي يسمى ببساطة كيتينبس. إنها كبيرة بما يكفي لتناسب مي بالداخل، ويمكنها فقط تحريك شياطين الغبار. يطيرون في الغابة مع العديد من المركبات الأخرى القائمة على شكل القطط، بما في ذلك أنواع مختلفة من حافلات القطط وقطارات القطط، والتي تحمل توتورو والعديد من المشروبات الروحية الأخرى إلى كاتلينيلر، والذي يصور على أنه قطة قديمة. تلتقي مي بـ أو-توتورو وتصادق على كاتلينر، قبل أن تعود في كيتينبس إلى منزلها.
- في متحف جيبلي في ميتاكا، اليابان، هناك معرض لقطط محشوة وكبيرة، يمكن لعبه ودخوله من قبل الأطفال الذين تبلغ أعمارهم 12 عامًا أو أقل.
- تم إنتاج قط الحافلة باعتبارها لعبة محشوة شعبية وكمركبة.[2] كما تم استخدامه كقاعدة تصميم لساعة سماء البيسون ذات الست أرجل على Avatar the Last Airbender.[3]
- تم سخرية القطة، مع العديد من شخصيات ميازاكي، في حلقة «متزوج إلى النقطة» من عائلة سمبسون.
- تم تسمية نوع من الدودة المخملية إلى توتورو إيوبيريباتوس الموصوفة في يونيو 2013 من قبل العلماء بسبب تشابهها إلى حد ما مع قط الحافلة توتورو.[4][5][6]
- واحدة من السيارات الفنية في مهرجان الرجل المحترق هي قط الحافلة.
- وقد أشار موظفو أنثوركون إلى قط الحافلة عند ذكر خدمة النقل المكوكية الخاصة بالفندق من الفنادق البعيدة في بيتسبرغ.[7] وقد اقترح المعلقون أنه في هذه الحالة، سيكون «قط الحافلة» مخصصًا لـ «تعميم حافلة نقل مجسم».
- في لعبة الفيديو بيرسونا 5، لدى مورجانا القدرة على تحويل نفسه إلى حافلة. يشرح ذلك على أنه إدراك واسع النطاق للجمهور العام في اليابان، والذي لسبب ما، أظهر هذه القوة في ميتافيرس.[8]
- ظهرت نسخة غير رسمية من الجاذبية من القط الحافلة في إصدار لندن 2019 من ريد بول بوكس الصابون.[9] تفاوضت سيارة 'فريق توتورو' على القفزات والعوائق الأخرى بسرعات تزيد عن 30 ميلا في الساعة لإكمال دورة قصر الكسندرا.

## روابط خارجية
- جاري توتورو في Nausicaa.net
- مي وكيتينب في Nausicaa.net
- معرض للفنون بيك نيكو
- متحف جيبلي حول معرض كاتبوس